# La carícia d'un ocell
La carícia d'un ocell es una escultura de Joan Miró realizada en su estudio de Palma de Mallorca en 1967. Forma parte de la colección permanente de la Fundación Joan Miró en Barcelona.

## Historia
Los orígenes de esta escultura se encuentran en las primeras esculturas-objeto que el artista realizó en Montroig con objetos encontrados. Los objetos encontrados fueron reunidos en su taller y luego moldeados en el nuevo mundo del artista. Al principio, los objetos no se colocaron en el lugar correcto; una vez iniciada la creación, el artista realizó una evaluación rigurosa de su posición. A mediados de los años 60 se advirtió que la escultura original se estaba deteriorando y fue recreada en bronce por sus fundadores en París. El mismo Miró supervisó la textura y controló la pátina que consideró muy importante.

## Descripción
En esta humorística escultura Joan Miró utiliza objetos fáciles de identificar que sirven de base al diseño. La escultura mide un poco más de 3 metros de altura y algo más de 1 metro de ancho, pero tiene apenas una profundidad de 38 centímetros, Está construida en bronce y cubierta con pintura brillante. Los objetos encontrados ahora fundidos en bronce incluyen un asiento para letrinas y una tabla de planchar para el cuerpo y las piernas con un par de balones de fútbol en miniatura en la parte posterior que representan las nalgas femeninas. La cabeza es un sombrero de paja de burro, mientras que el caparazón de tortuga representa los genitales femeninos. La escultura se ha comparado con un "tótem de la sexualidad femenina".